# 無人島物語
『無人島物語』（むじんとうものがたり）は、1994年8月5日にKSSから発売されたPC-9801/9821用生態系シミュレーションゲーム。メーカー公称ジャンルは「サバイバルライフ・シミュレーション」。
同社の『無人島物語シリーズ』第1作目。主人公含む男女6名が、漂着した無人島で生活しながら無人島からの脱出を目指す内容となっている。一部女性キャラクターのヌードイベントが含まれている点などを特徴としている。
同年にFM TOWNSに移植され、1996年にはスーパーファミコンに移植された。

## 概要
飛行機事故によって無人島に漂流した主人公たちが、食料などを確保しつつ、同じく漂流した仲間達と力をあわせて、無事に帰還することを目的としたゲーム。もう一つのテーマは、文明と隔絶された現代人がどのようなプロセスを経て文明社会を再構築してゆくかを楽しむ所にある。
PC98版やTOWNS版はヌードイベントがあるが、SFC版ではヌードイベントが着衣に変更され、下半身は見えないなど自主規制がなされている。それでもSFCのソフトとしてはかなりきわどいお色気描写となっている。
シリーズ化され、一般作としての無人島物語シリーズ、恋愛シミュレーション要素のある無人島物語Rシリーズ、アダルトゲームの無人島物語Xシリーズ等多数の続編が出ている。

## ストーリー
ごく平凡な高校生であった仲田光一は高校生最後の夏を満喫しようと叔父のいるオーストラリアに向かっていた。旅の途上の飛行機が途中で謎のエンジントラブルに見舞われ緊急着水を試みる。突然の出来事で気を失った光一が目を覚ましたとき、周り一面砂浜と飛行機の残骸だけであった。南国の無人島に打ち上げられたことを知った光一は共に漂流した仲間たちと共に島からの脱出を試みるのであった。

## 登場人物

### メインキャラクター
※プレイヤーが指示を出すことのできるキャラクター。声優はドラマCDのもの。
仲田光一（なかた こういち）
声：柏倉つとむ
主人公、高校3年生の18歳。メンバーの中では一番ごく平凡の学生であったが、建築家志望で図工が得意。流木とバナナの葉で小屋を作るなど行動力に優れメンバーのリーダーに推される。
リメイク版である『無人島物語4』とそのプレイステーション版である『漂流記』ではトオルという名で主要キャラクターのうちで唯一名前変更されており、また「夏休みを海外で過ごす為に飛行機に乗ったが墜落した」という設定になっている。
中嶋理香（なかじま りか）
声：井上喜久子
21歳。主人公ではまず入学のできない一流大学の国立城東大学の理工学部の3年生で情報工学を専攻。夏休みを利用して海外旅行へ行く最中に遭難。科学の知識に優れ、生活レベルの向上と脱出アイテム作成に辣腕を振るう。性格にやや難があり、絵里奈(『4』と『漂流記』では沙織とも)とソリが合わない。シリーズ通しての看板ヒロイン。
倉嶋沙織（くらしま さおり）
声：林原めぐみ
高校2年生の17歳。陸上部に所属し、女子1万メートルで日本4位の記録保持者。海外合宿参加途上で遭難。元気が取り柄の明るい性格。
小柳絵里奈（こやなぎ えりな）
声：深見梨加
24歳。主人公たちが乗っていた飛行機のスチュワーデス。語学に堪能だが、高飛車で遭難当事者と思えないほどあっけらかんとした性格。やたら深刻ぶる理香とケンカばかりしているが、子供の世話が好きで鈴音には好かれている。場合によって家出して先住民の女王になる。
綾瀬鈴音（あやせ すずね）
声：宮村優子
10歳の小学生。父親は大学教授で動物行動学の権威。母親と共に父親のいるストックホルムに行く途中遭難。父親譲りの動物とのコミュニケーション能力と植物の知識に優れる。『4』と『漂流記』ではアメリカに住む両親の元へ1人で向かう途中で飛行機が墜落したという設定に変更されており、席はトオルの隣であった。
高持慎一郎（たかもち しんいちろう）
声：青野武
49歳の大学教授。自称「かっぱの慎ちゃん」。専攻は考古学。古代文明の遺跡調査に向かう最中遭難。日本考古学会では独特の理論を展開する異端児的存在で、お寒いダジャレを飛ばす陽気な性格。探検・調査をしていることから自然科学にも詳しい。年長者で一番大人なせいかどのメンバー、特に人間関係に問題を起こしやすい理香ともうまくやっていける貴重な存在ではあるが考古学教授と言う職業柄、定期的に探索をさせないとヘソをまげてしまう。

### サブキャラクター
この存在があることからユーザーから「有人島物語ではないか」という声が一部で上げられた。
うるる
島で鈴音が拾った猿の赤ちゃん。鈴音を母親と勘違いして懐いて以来鈴音に飼われている。あるアイテムを入手するのに重要。
目黒権之助（めぐろごんのすけ）
旧大日本帝国陸軍の二等兵。敗戦を知らず島で一人立て篭もる。絵里奈を見て外国人と勘違いしてしまう。トゥルーエンディングで真の目的を知る事になる。
パライル族
島の原住民。旧大日本帝国軍の統治下にあったせいか日本語に堪能。
ツンタ族
島のもう一つの原住民。非常に勇猛で好戦的な民族。知恵の輪が解ける人間を探している。

## 移植版
| No. | タイトル   | 発売日        | 対応機種           | 開発元           | 発売元             | メディア                 | 型式          | 備考 |
| --- | ---------- | ------------- | ------------------ | ---------------- | ------------------ | ------------------------ | ------------- | ---- |
| 1   | 無人島物語 | 1995年9月1日  | FM TOWNS           | メディアミューズ | 日本ソフトシステム | CD-ROM                   | SHVC-A3AJ-JPN |      |
| 2   | 無人島物語 | 1996年1月26日 | スーパーファミコン | メディアミューズ | 日本ソフトシステム | 16メガビットロムカセット | SHVC-AK6J-JPN |      |

## スタッフ
パソコン版
- プロデューサー：高野秀夫
- ディレクター：下瀬貴祐
- キャラクターデザイン：佐藤茂夫
- シナリオ：勝部真琴
- サウンド：佐藤智志
- プログラム：小林眞

スーパーファミコン版
- スーパーバイザー：下瀬貴祐
- 原作：勝部真琴
- 原画：佐藤茂夫、星野宏典
- プログラム・ディレクター：池袋サラ（吉嶺豊彦）
- プログラマー：熊田浩司
- ビジュアル：戸嶋剛司
- ドットマン：ソルトキッキ
- システム・プランナー：藤田洋行
- アシスタントD：SHIHO
- ディレクター：国府方政男
- アシスタント・プロデューサー：太田治雄
- 効果音：禎清宏
- 音楽：後藤秋子
- ジャケット、ブックレット：小林直樹
- プロモーション：小澤弥生
- スペシャル・サンクス：竹田章浩、戸田淳一、岩永誠享、谷口尚生、金子鎮也、佐藤智志、遠藤愛、畠中俊英、小松真一、清水修
- プロデューサー：高野秀夫
- エグゼクティブ・プロデューサー：積田満雄

## 評価
スーパーファミコン版
ゲーム誌『ファミ通』の「クロスレビュー」では合計24点（満40点）、『ファミリーコンピュータMagazine』の読者投票による「ゲーム通信簿」での評価は以下の通り、21.3点（満30点）となっている。
| 項目 | キャラクタ | 音楽 | お買得度 | 操作性 | 熱中度 | オリジナリティ | 総合 |
| 得点 | 3.8        | 3.6  | 3.3      | 3.4    | 3.5    | 3.7            | 21.3 |